# Cúp bóng đá Macedonia 2011–12
Cúp bóng đá Macedonia 2011–12 là mùa giải thứ 20 của giải đấu bóng đá loại trực tiếp ở Cộng hòa Macedonia. Metalurg Skopje là đương kim vô địch, lần đầu tiên giành chức vô địch.
Đội vô địch mùa giải 2011–12 là FK Renova với lần đầu tiên đoạt cúp và giành quyền tham gia vòng loại thứ nhất của UEFA Europa League 2012–13.

## Lịch thi đấu
| Vòng      | Ngày thi đấu                         | Số trận | Câu lạc bộ |
| --------- | ------------------------------------ | ------- | ---------- |
| Vòng Một  | 17 tháng 8 năm 2011                  | 16      | 32 → 16    |
| Vòng Hai  | 14 và 28 tháng 9 năm 2011            | 16      | 16 → 8     |
| Tứ kết    | 19 tháng Mười và 9 tháng 11 năm 2011 | 8       | 8 → 4      |
| Bán kết   | 4 và 25 tháng 4 năm 2012             | 4       | 4 → 2      |
| Chung kết | 2 tháng 5 năm 2012                   | 1       | 2 → 1      |

## Vòng Một
Các trận đấu diễn ra vào ngày 17 tháng 8 năm 2011 và 3 tháng 9 năm 2011.
| Đội 1               | Tỉ số           | Đội 2            |
| ------------------- | --------------- | ---------------- |
| Ljuboten            | 1–2             | Rinia Gostivar   |
| Ohrid Lote          | 0–7             | Shkëndija        |
| Lokomotiva Skopje   | 0–0 (4–5 ph.đ.) | Napredok         |
| Madžari Solidarnost | 2–2 (1–3 ph.đ.) | Skopje           |
| Karaorman           | 0–4             | Renova           |
| Prespa              | w/o             | Tikveš           |
| Vasilevo            | 1–7             | Sileks           |
| Babi                | 0–3             | Bregalnica Štip  |
| Karbinci            | w/o             | 11 Oktomvri      |
| Pobeda Junior       | 1–2             | Horizont Turnovo |
| Drita               | 2–3             | Miravci          |
| Rufeja              | 0–1             | Metalurg         |
| Rudar               | 1–3             | Pelister         |
| Gorno Lisiče        | 0–3             | Vardar           |
| Treska              | 0–0 (3–5 ph.đ.) | Teteks           |
| Mogila              | 0–3             | Rabotnički       |

## Vòng Hai
Tham gia vòng này gồm 16 đội thắng ở vòng Một. Các trận lượt đi diễn ra vào ngày 13, 14 và 15 tháng 9 năm 2011 và lượt về diễn ra vào ngày 28 và 29 tháng 9 năm 2011.
| Đội 1            | TTS             | Đội 2           | Lượt đi | Lượt về |
| ---------------- | --------------- | --------------- | ------- | ------- |
| Renova           | 5–2             | Rinia Gostivar  | 0–1     | 5–1     |
| Sileks           | 2–2 (a)         | Teteks          | 2–2     | 0–0     |
| 11 Oktomvri      | 4–2             | Skopje          | 4–0     | 0–2     |
| Shkëndija        | 2–2 (0–3 ph.đ.) | Bregalnica Štip | 2–0     | 0–2     |
| Horizont Turnovo | 2–1             | Pelister        | 1–0     | 1–1     |
| Napredok         | 6–3             | Miravci         | 3–1     | 3–2     |
| Rabotnički       | 0–0 (5–3 ph.đ.) | Metalurg        | 0–0     | 0–0     |
| Vardar           | 7–1             | Tikveš          | 6–1     | 1–0     |

## Tứ kết
Các trận lượt đi diễn ra vào ngày 19 tháng 10 năm 2011, các trận lượt về vào ngày 9 tháng 11 năm 2011.
| Đội 1            | TTS | Đội 2           | Lượt đi | Lượt về |
| ---------------- | --- | --------------- | ------- | ------- |
| Rabotnički       | 7–1 | Napredok        | 4–1     | 3–0     |
| Renova           | 9–2 | Teteks          | 6–0     | 3–2     |
| Horizont Turnovo | 3–1 | Bregalnica Štip | 3–1     | 0–0     |
| Vardar           | 3–2 | 11 Oktomvri     | 2–0     | 1–2     |

## Bán kết
Các trận lượt đi diễn ra vào ngày 4 tháng 4 năm 2012, các trận lượt về vào ngày 25 tháng 4 năm 2012.
| Đội 1      | TTS     | Đội 2            | Lượt đi | Lượt về |
| ---------- | ------- | ---------------- | ------- | ------- |
| Vardar     | 1–1 (a) | Renova           | 1–1     | 0–0     |
| Rabotnički | 4–2     | Horizont Turnovo | 1–1     | 3–1     |

| Vardar             | 1−1      | Renova          |
| ------------------ | -------- | --------------- |
| Stjepanovikj 90+1' | Chi tiết | Vajs 20' (l.n.) |

| Renova | 0−0      | Vardar |
| ------ | -------- | ------ |
|        | Chi tiết |        |

1–1 sau 2 lượt trận. Renova thắng nhờ luật bàn thắng sân khách.
| Rabotnički    | 1−1      | Horizont Turnovo |
| ------------- | -------- | ---------------- |
| Pandovski 22' | Chi tiết | Georgiev 82'     |

| Horizont Turnovo | 1−3      | Rabotnički                                          |
| ---------------- | -------- | --------------------------------------------------- |
| Georgiev 37'     | Chi tiết | K. Velkoski 13' · Todorovski 29' · D. Velkovski 82' |

Rabotnički thắng 4–2 sau 2 lượt trận.

## Chung kết
| Renova                                  | 3–1                  | Rabotnički   |
| --------------------------------------- | -------------------- | ------------ |
| Bajrami 12' · Simovski 65' · Gafuri 90' | Chi tiết (tiếng Anh) | Manevski 52' |